# Netrocera hemichrysa
Netrocera hemichrysa är en fjärilsart som beskrevs av George Francis Hampson 1910. Netrocera hemichrysa ingår i släktet Netrocera och familjen Thyrididae. Inga underarter finns listade i Catalogue of Life.